# Studio One
Pour les articles homonymes, voir Studio One (homonymie).
Studio One est un label discographique jamaïcain de reggae, basé à Kingston. Il est fondé en 1962 par le producteur jamaïcain Clement Seymour Dodd, dit Coxsone.

## Histoire
Tout commence en 1954, lorsque C.S. Dodd décide de monter son propre sound system. Il y passe des disques de jazz, rhythm and blues ou boogie qu'il importe lui-même des États-Unis, il grave quelques années plus tard ses propres productions, enregistrées avec des musiciens locaux, sur des dubplates, disques tirés à un seul exemplaire, destinés uniquement à être passés lors des soirées de son sound system. En effet, aux États-Unis, les productions RnB noires appréciées par le public jamaïcain deviennent de plus en plus rares, éclipsées par le rock 'n' roll blanc.
C'est seulement en 1959 qu'il produit ses premiers 45 tours destinés à la commercialisation. Il s'agit, entre autres, d'artistes comme Theophilus Beckford, Delroy Wilson. C'est la naissance de l'industrie musicale jamaïcaine. En 1962 apparaît un nouveau style : le ska. C'est cette même année que Dodd fonde son studio d'enregistrement, à Kingston, sur Brentford Road : Studio One. Son groupe de musiciens compte des légendes telles que le tromboniste Don Drummond, les saxophonistes Tommy McCook, Roland Alphonso, le trompettiste Johnny « Dizzy » Moore, ou encore le jeune organiste Jackie Mittoo. En 1964, ce groupe prend le nom de The Skatalites.
Au cours des années 1960, Studio One enregistre de nombreux artistes jamaïcains de premier plan : The Wailers, Ken Boothe, The Skatalites, Marcia Griffiths, The Heptones, ou encore Delroy Wilson. Dans les années 1970, Studio One continue de découvrir et produire des musiciens d'immense talent : Johnny Osbourne, The Gladiators, Dennis Brown, Sugar Minott, The Wailing Souls, , etc. Il lance en outre le concept de « discomix », versions longues des morceaux spécialement destinées aux pistes de danse. Il est à l'origine d'un grand nombre de riddims considérés comme des classiques : le Real Rock, le Rock Fort Rock, le Declaration of Rights ou encore le Still In Love.
Le label ferme ses protes lorsque Dodd emménage à New York au milieu des années 1980 ; il continue de diriger son label depuis sa nouvelle base.

## Formations
Dans les années 1950, les différentes formations travaillant et enregistrant pour Coxsone Dodd sont dans un premier temps : The Joe Williams Band, The All Stars et The Blues Blasters qui sont habituellement dirigés par Cluett Johnson (basse). Le groupe, avec des musiciens comme Theophilus Beckford (piano et chant) et Roland Alphonso (saxophone), jouent essentiellement du rhythm and blues.
Dans la période de 1959 à 1963 ce seront des formations avec des hommes plus connus comme Roland And His Alley Cats ou His Upsetters, Don Drummond and his Greenlanders, Studio One Band et Monty and the Cyclones, vers 1963-1964, Tommy McCook and his Group.
Vers la fin 1964 The Skatalites (écrit Ska-Talites) et vers la fin de 1965 avec l'internement et la mort de Don Drummond émergent les Soul Brothers. Début 1967, suit un autre changement avec le rocksteady et les Soul Vendors, les Soul Defenders, The New Establishment ou les Sound Dimension. Dans le début des années 1970 les formations s'appellent The Brentford Road Disco Set et les Underground Vegetables.

## Artistes
- The Skatalites
- The Ethiopians
- Bob Marley and the Wailers
- Lee « Scratch » Perry
- Burning Spear
- Toots and the Maytals
- John Holt
- Horace Andy
- Ken Boothe
- Freddie McGregor
- Myrna Hague
- Dennis Brown
- Jackie Mittoo
- Gladiators
- Michigan and Smiley
- The Wailing Souls
- Dillinger
- Delroy Wilson
- Heptones
- Johnny Osbourne
- Marcia Griffiths
- Sugar Minott
- The Abyssinians
- Culture
- Soul Vendors
- Lone Ranger
- Carlton and the Shoes
- Alton Ellis
- Willi Williams